# Barbora Závadová
Barbora Závadová, född 23 januari 1993, är en tjeckisk simmare.
Závadová tävlade i två grenar för Tjeckien vid olympiska sommarspelen 2012 i London. Hon blev utslagen i försöksheatet på både 200 och 400 meter medley. Vid olympiska sommarspelen 2016 i Rio de Janeiro tävlade Závadová i två grenar. Hon blev utslagen i försöksheatet på både 200 och 400 meter medley.